# Feminism socialist
Feminismul socialist este o ramură a feminismului care se focalizează pe sferele publice și private ale vieții femeii și argumentează că eliberarea poate fi dobândită prin lupta pentru oprirea oprimării economice și culturale a femeilor. Feminismul socialist reprezintă o teorie formată din doi piloni care lărgește argumentul feminismului marxist privind rolul capitalismului în oprimarea femeilor și a teoriei feminismului radical  a rolului e gen și patriarhatul. Feminismul socialist respinge principala revendicare a feminismului radical conform căreia patriarhatul este singura și principala sursă de oprimare a femeilor. Feminiștii socialiști spun că femeile nu sunt capabile să fie libere datorită dependenței lor financiare de bărbați. Aceștia văd această dependență economică ca un instrument de dominație a bărbaților. Așadar feminismul socialist vede eliberarea femeilor ca o parte necesară din marea căutare a justiției sociale, politice și economice.
Feminismul socialist extrage multe concepte din marxism, precum perspectiva materialismului istoric, ceea ce înseamnă că își leagă ideile de condițiile materiale și istorice a vieții oamenilor. Consideră că sexismul și diviziunea de gen a muncii a fiecărei perioade istorice sunt determinate de sistemul economic al vremii. Este respinsă ideea marxistă conform căreia clasa sau lupta de clasă sunt aspectele definitorii a dezvoltării istorice și economice. Marx spunea că atunci când oprimarea de clasă va fi oprită, atunci și oprimarea de gen va dispărea.
Conform feminismului socialist, această viziune a oprimării de gen, ca sub-clasă a oprimării de clasă, este naivă iar focalizarea s-a direcționat spre a specifica cum genul și statutul social(clasa) funcționează împreună pentru a crea forme distincte de oprimarea și privilegiere a femeilor și a bărbaților din fiecare clasă. Se observă că statutul social al femeilor derivă din statutul social sau ocupația soțului.
În 1972, Chicago Women's Liberation Union  a publicat "Socialist Feminism: A Strategy for the Women's Movement", despre care se cdrede că a folosit prima dată termenul de ”feminism socialist” în publicații.
Alți susținărori ai curentului, în special două organizații americane- Radical Women și Partidul Socialist al Libertății(Freedom Socialist Party), sunt înclinate spre scrierile marxiste clasice ale lui Friedrich Engels (The Origin of the Family, Private Property and the State) și August Bebel(Woman and Socialism) ca o puternică explicație a legăturii dintre oprimarea de gen și exploatarea de clasă. 
Pe de altă parte, Partidul Socialist USA este un exemplu de partid feminist socialist care nu e marxist. Principiile partidului spun: „Feminismul socialist se confruntă cu rădăcina comună a sexismului, rasismulu și clasismului: determinarea unei vieți a oprimării sau privilegiului bazată pe accidentele nașterii sau pe circumstanțe. Feminismul socialist este o cale de incluziune pentru crearea schimbării sociale. Prețuim sinteza și cooperarea decât conflictul și competiția”.

## Feminismul marxist
Feminismul marxist este o ramură a teoriei feministe care se concentrează pe instituțiile sociale ale proprietății private și capitalismului pentru a explica și a critica egalitatea de gen și oprimarea. Conform feminismului marxist, proprietatea privată dă oportunitatea inegalității economice, dependenței, luptei dintre sexe și reprezintă rădăcina oprimării femeii în contextul social actual.
Fondarea feminismului marxist i se datorează lui Friedrich Engels și a analizei sale asupra oprimării de gen în The Origin of the Family, Private Property, and the State (1884).  El spune că subordonarea unei femei nu e rezultatul dispoziției sale biologice ci a relațiilor sociale și că eforturile bărbaților de a împlini cererile lor, pentru a controla munca femeilor și capacitățile sexuale, s-au cristalizat treptat în familia nucleară(nuclear family). Dintr-o perspectivă istorică marxistă, Engels analizează fenomenul social răspândit asociat cu moralitatea sexuală feminină, precum fixarea virginității și a purității sexuale, incriminarea și pedeapsa violentă a femeii care comite adulter și cere ca femeile să fie supuse soților. În ultimă instanță, Engels pune aceste evenimente pe seama dezvoltării recente a controlului exclusiv a proprietății private de către conducătorii clasei deținătoare de sclavi în modul vechi de producție și dorința lor de a se asigura că moștenirea lor va fi transferată doar urmașilor lor.
La începutul secolului XIX și începutul secolului XX, atât Clara Zetkin cât și Eleanor Marx erau împotriva demonizării bărbaților și au susținut o revoluție proletară care ar putea rezolva multe inegalități de gen. 
Marxiștii clasici spun că mulți dintre predecesorii marxiști, citați de feminiști sau feminiștii marxiști, precum Clara Zetkin și Alexandra Kollontai, s-au opus formelor capitaliste de feminism. Au fost de acord cu principala mișcare marxistă unde feminismul reprezenta o ideologie burgheză contrară marxismului și împotriva luptei de clasă. În locul feminismului, marxiștii au sprijinit programul politic radical de eliberare a femeilor prin revoluția socialistă, cu accent pe munca în rândul femeilor și schimbarea condițiilor lor materiale după revoluție. 
Mai târziu marxiștii clasici încearcă să combine marxismul și feminismul ca o creație liberală a academicienilor și a reformatorilor de stânga care doresc să facă alianță cu feministele burgheze.
	Radical Women, o organizație mare marxist-leninistă, își bazează teoria pe teoria lui Marx și Engels care spune că sclavia femeilor a fost prima piatră de temelie a unui sistem economic bazat pe proprietate privată. Spun că eliminarea economiei capitaliste bazate pe profit va îndepărta sexismul, rasismul, homofobia și alte forme de oprimare.

## Lucrări teoretice

### Zillah R. Eisenstein
Academiciana și socioloaga Rhonda F. Levine spune că lucrările lui Zillah Eisenstein reprezintă o ”discuție superbă a perspectivei feministe socialiste” în antologia „Enriching the Sociological Imagination: How Radical Sociology Changed the Discipline” . Levine descrie cartea ca „una dintre cele mai vechi declarații despre cum o analiză marxistă de clasă se poate combina cu o analiză feministă a patriarhatului pentru a produce o teorie despre cum clasa și genul se intersectează ca sisteme ale inegalității.” 
	„Eisenstein definește termenul –patriarhat capitalist- ca descriptiv pentru consolidarea reciprocă a relației dialectice între structura capitalistă de clasă și structurarea sexuală ierarhică”.

### Donna Haraway și "A Cyborg Manifesto"
În 1985, Donna Haraway a publicat eseul „A Cyborg Manifesto: Science, Technology, and Socialist-Feminism in the Late Twentieth Century" în Socialist Review. Pentru ea, această lucrare a venit într-un punct critic în care feministele au trebuit să recunoască situarea lor în ceea ce ea numește „informatica dominației”. Ea spune că feministele trebuie să se unească „în spatele unui vis ironic a limbajului comun pentru femeile din circuitul integrat”.

### Feminismul autonomist
Leopoldina Fortunati  este autoarea cărții The Arcane of Reproduction: Housework, Prostitution, Labor and Capital (L'arcano della riproduzione: Casalinghe, prostitute, operai e capitale) ce reprezintă o critică feministă a lui Marx. Fortunati este autoarea a mai multor lucrări incluzând The Arcane of Reproduction (Autonomedia, 1995) și  I mostri nell’immaginario (Angeli, 1995)
Silvia Federici este o intelectuală italiană, profesoară și activistă, provenind din tradiția feministă marxistă radicală autonomă. Cea mai cunoscută lucrare a ei-  Caliban and the Witch: Women, the Body and Primitive Accumulation- dezvoltă lucrarea lui Fortunati. Ea argumentează împotriva afirmației lui Karl Marx conform căreia acumularea primitivă este un precursor necesar pentru capitalism. Ea spune că acumularea primitivă este o caracteristică fundamentală a capitalismului în sine- capitalismul pentru a se perpetua, cere o infuzie continuă de capital expropriat. Federici conectează această expropriere cu munca neplătită a femeilor, pe care o încadrează ca pe o precondișie istorică pentru creșterea economiei capitaliste bazată pe munca salarială. Ea prezintă lupta istorică pentru bunurile comune și lupta pentru comunitarism. În loc de a vedea capitalismul ca o înfrângere liberatoare a feudalismului, Federici interpretează ascensiunea capitalismului ca o mișcare reacționară ce subminează valul în creștere  a comunitarismului și pentru a-și păstra contractul social de bază.
Ea situează instituționalizarea violului și prostituției, precum și procesele eretice și cele de vrăjitorie, arderile și tortura în centrul unei subjugări metodice a femeilor. Acestea sunt legate de exproprierea colonială și oferă un cadru de înțelegere a activității Fondului Monetar Internațional, Banca Mondială și alte instituții angajate în procese de acumulare primitivă, prin care tot ce se afla la comun(apă, semințe, cod genetic) s-a privatizat.

### Feminismul material
Feminismul material evidențiază capitalismul și patriarhatul ca principale în înțelegerea oprimării femeii. Teoria se centrează pe schimbările sociale mai degrabă decât pe căutarea transformărilor din sistemul capitalist. 
Jennifer Wicke definește feminismul material ca „ un feminism care insistă pe examinarea condițiilor materiale sub care acordurile sociale, incluzând ierarhia de gen, dezvoltare...feminismul material evită să vadă această ierarhie de gen ca efect a ceva singular...patriarhatul aranjează țesătura relațiilor sociale și psihice care pregătesc un material, un moment istoric.”  Ea spune că „...feminismul materialist argumentează că condițiile materiale joacă un rol vital în producția socială de gen și testează diferite căi în care femeile colaborează și participă în aceste producții.” 
Feminismul material privește cum femeile și bărbații de diferite etnii și rase sunt ținuți într-un statut economic redus datorită unei nebalansări a puterii care produce privilegii acelora care deja au privilegii astfel protejând status quo-ul.
Termenul de feminism material a fost folosit prima dată în 1975 de către Christine Delphy.  Termenul actual își are legături în feminismul marxist și socialist.  Rosemary Hennessy și Chrys Ingraham, editorii  Materialist Feminism: A Reader in Class, Difference, and Women’s Lives, decriu feminismul material ca o „conjuctură de mai multe discursuri- materialism istoric, marxism și feminism radical, precum și teorii postmoderniste și psihoanalitice ale înțelegerii și subiectivității.”  
Termenul a apărut la sfârșitul anilor 70 și este asociat cu gânditori cheie precum Rosemary Hennessy, Stevi Jackson și Christine Delphy. 
În viziunea feminiștilor vritanici și francezi care preferau termenul de feminism material decât feminism marxist, marxismul a trebuit să fie modificat pentru a putea explica diviziunea sexuală a muncii; era inadecvat sarcinii din cauza părtinirii sale de clasă și concentrării pe producție. Feminismul a fost problematic și datorită esențialismului și idealismului conceptului de femeie. Feminismul material s-a deplasat ca un substituent pozitiv al marxismului și feminismului.  
Acest feminism se trage din lucrările feministei franceze Christine Delphy. Ea a argumentat că materialismul este singura teorie a istoriei care vede orpimarea ca pe o realitate de bază a vieții femeii. Pentru aceasta „ de a începe de la oprimare definește o abordare materilistă, oprimarea fiind un concept materialist.”  Ea spune că munca casnică este modul patriarhal de exploatare și baza materială a oprimării femeilor. Afirmă faptul că mariajul/căsătoria este un contract de muncă ce le oferă bărbaților dreptul de a exploata femeia.

## Practica feministă socialistă

### Chicago Women's Liberation Union
Chicago Women’s Liberation Union cunoscută ca CWLU, a fost formată în 1969 după conferința din Palatine,Illinois. Naomi Weisstein, Vivian Rothstein, Heather Booth și Ruth Surgal au fost printre fondatoarele mișcării. Principalul scop al organizației a fost să pună capăt inegalității de gen și sexismului, pe care CWLU l-a definit ca „înăbușirea sistematică a femeilor spre beneficiul puterii oamenilor”.  Statutul declarației organizației spunea că „schimbarea poziției femielor în societate nu este ușor. Va necesita schimbări în așteptări, locuri de muncă, îngrijirea copilului și educație. Va necesita schimbarea distribuției puterii împărtășind puterea și deciziile care ne afectează viețile.” 
CWLU a petrecut aproapt un deceniu organizând provocări aduse sexismului și oprimării de clasă. Grupul este cunocut pentru pamfletul din 1972 „Socialist Feminism: A Strategy for the Women’s Movement”. Se consideră că publicația folosește pentru prima dată termneul de feminism socialist.
CWLU a fost realizată ca o organizație umbrelă pentru a uni o arie largă de grupuri de muncă și grupuri de discuție. Un reprezentant din fiecare grup mergea lunar la întâlnirile Comitetului de Conducere pentru a ajunge la un consens asupra strategie și politicii organizaționale. Au ridicat probleme precum sănătatea femeilor, drepturi reproductive, educație, drepturi economice, arte vizuale și muzică, sportui, liberalizarea lesbianismului etc.

### Conspirația Teroristă Internațională a Femeilor din Iad
Women's International Terrorist Conspiracy from Hell sau prescurtat W.I.T.C.H a desemnat multe grupuri feministe independente formate în Statele Unite ale Americii în tre 1968 și 1969 care au avut un rol important în dezvoltarea feminismului socialist. Numele W.I.T.C.H s-a interpretat și ca „Femei inspirate să spună istoria lor colectivă(Women Inspired to Tell their Collective History)”. 
Nu era o organizare clară, femeile erau organizate în grupuri independente. Acțiunile lor constau în „teatru de gherilă”, teatru stradal sua proteste, unde foloseau procedee umoristice pentru a atrage atenția asupra problemelor economice și politice din companiile și agențiile guvernamentale, implicând frecvent costume de vrăjitoare. În timpul Halloween-ului în 1968 au realizat un teateu stradal cu blesteme în fața unei sucursale a Chase Manhattan Bank.  Au mai existat acțiuni în decembrie 1968 în fața House Un-American Activities Committee și Chicago Eight, spunând că ei conspiră doar ca bărbații să fie tratați ca fiind „lideri” ai mișcării împotriva războiului.
În 1969, W.I.T.C.H  a ținut un protest la „Bridal Fair” în Madison Square Garden, purtând voaluri negre și pamflete precum „Confront the Whoremakers”.  
Asemenea acțiuni ale acestei organizații au inspirat protestele de acest tip, adoptate mai apoi de activiștii LGBT.

### Big Flame
Big Flame a fost „ o organizație feministă socialistă revoluționară cu o orientare de clasă muncitoare”.  A fost fondată în Liverpool în 1970, grupul inițial crescând rapid cu sucursale și în alte orașe. Publicațiile lor accentuează că „ un partid revoluționar este necesar dar Big Flame nu este acel partid și nici embrionul acelui partid.” Organizația a fost influențată de grupul italian Lotta Continua.  A publicat o revistă „Big Flame” și un jurnal „Revolutionary Socialism”. 
În timp au ajuns să își descrie politica lor ca fiind una „libertariană marxistă”. În 1978 s-au alăturat coaliției electorale Socialist Unity condusă de grupul troțkist Internaional Marxist Group. În 1980, anarhiștii de la Libertarian Communist Group li s-au alăturat, apoi mulți membri au defectat spre Partiul Muncii(Labour Party), jurnalul lor a încetat să mai apară în 1982 și grupul s-a destrămat în 1984.

## Feminismul socialist, maternitatea și sfera privată
Feminiștii socialiști accentuează faptul că maternitatea și diviziunea de gen a muncii susțin creșterea rolului femeilor ca mame, acestea fiind sursa excluziunii femeii din sfera publică și crearea dependenței economice a femeii de bărbat. Ei spun că nu e nimic firesc precum diviziunea de gen a muncii și indică faptul că femeile efectuează preponderent muncă casnică(muncă asociată cu nașterea și creșterea copiilor dar și curățenie, gătit și alte sarcini necesare vieții, respingerea femeilor de a participa în activitatea economică). Pentru a le elibera pe femei din această condiție de mamă și casnică, feministele socialiste precum Charlotte Perkins Gilman a propus profesionalizarea muncii casnice ca soluție. Asta implică angajarea unor bone și menajere profesioniste pentru a se ocupa cu activitățile casnice.  Perkins Gilman recomandă reporiectarea caselor în așa fel încât să fie maximizat potențialul creativ și cel al timpului liber al femeilor la fel cu cel al bărbaților(eliminarea bucătăriilor, sufrageriilor). Asta ar elibera femeile de sarcinile casnice.

## Teoreticieni
- Johanna Brenner
- Barbara Ehrenreich
- Clara Fraser
- Charlotte Perkins Gilman
- Emma Goldman
- Silvia Federici
- Donna Haraway
- Leopoldina Fortunati
- Heidi I. Hartmann
- Selma James
- Sheila Rowbotham
- Nellie Wong

## Grupuri feministe socialiste
•  Chicago Women's Liberation Union
•Bread and Roses of Boston